# Český Šternberk
Český Šternberk är en köping i Tjeckien.   Den ligger i regionen Mellersta Böhmen, i den centrala delen av landet, 50 km sydost om huvudstaden Prag. Český Šternberk ligger 309 meter över havet och antalet invånare är 147.
Terrängen runt Český Šternberk är huvudsakligen platt, men åt sydost är den kuperad. Český Šternberk ligger nere i en dal. Runt Český Šternberk är det ganska glesbefolkat, med 48 invånare per kvadratkilometer. Närmaste större samhälle är Benešov, 17,6 km väster om Český Šternberk. I omgivningarna runt Český Šternberk växer i huvudsak blandskog.